# Comuna Crucișor, Satu Mare
Crucișor (în maghiară: Borválaszút) este o comună în județul Satu Mare, Transilvania, România, formată din satele Crucișor (reședința), Iegheriște și Poiana Codrului.

## Demografie
Componența etnică a comunei Crucișor
     Români (76,13%)
     Romi (9,75%)
     Maghiari (2,41%)
     Alte etnii (0,5%)
     Necunoscută (11,21%)
Componența confesională a comunei Crucișor
     Ortodocși (75,49%)
     Greco-catolici (5,01%)
     Romano-catolici (4,51%)
     Reformați (2,6%)
     Alte religii (1,05%)
     Necunoscută (11,34%)
Conform recensământului efectuat în 2021, populația comunei Crucișor se ridică la 2.195 de locuitori, în scădere față de recensământul anterior din 2011, când fuseseră înregistrați 2.546 de locuitori. Majoritatea locuitorilor sunt români (76,13%), cu minorități de romi (9,75%) și maghiari (2,41%), iar pentru 11,21% nu se cunoaște apartenența etnică. Din punct de vedere confesional, majoritatea locuitorilor sunt ortodocși (75,49%), cu minorități de greco-catolici (5,01%), romano-catolici (4,51%) și reformați (2,6%), iar pentru 11,34% nu se cunoaște apartenența confesională.

## Politică și administrație
Comuna Crucișor este administrată de un primar și un consiliu local compus din 11 consilieri. Primarul, Sergiu-Daniel Andrei[*], de la Partidul Social Democrat, este în funcție din 1 noiembrie 2024. Începând cu alegerile locale din 2024, consiliul local are următoarea componență pe partide politice:
|  | Partid                          | Consilieri | Componența Consiliului | Componența Consiliului | Componența Consiliului | Componența Consiliului |
|  | ------------------------------- | ---------- | ---------------------- | ---------------------- | ---------------------- | ---------------------- |
|  | Partidul Social Democrat        | 4          |                        |                        |                        |                        |
|  | Partidul Ecologist Român        | 3          |                        |                        |                        |                        |
|  | Partidul Național Liberal       | 2          |                        |                        |                        |                        |
|  | Uniunea Salvați România         | 1          |                        |                        |                        |                        |
|  | Alianța pentru Unirea Românilor | 1          |                        |                        |                        |                        |